# Bethalus arator
Bethalus arator är en kräftdjursart som beskrevs av Barnard 1937. Bethalus arator ingår i släktet Bethalus och familjen Armadillidae. Inga underarter finns listade i Catalogue of Life.